# Kanton Dunkerque-Ouest
Kanton Dunkerque-Ouest (francouzsky Canton de Dunkerque-Ouest) je francouzský kanton v departementu Nord v regionu Nord-Pas-de-Calais. Tvoří ho dvě obce.

## Obce kantonu
- Cappelle-la-Grande
- Dunkerk (západní část)